# 趙麗穎
趙 麗穎（チャオ・リーイン、1987年10月16日 - ）は、中国の女優。中国河北省廊坊市出身。上海趙麗穎影視文化工作室所属。漢族、身長165cm、血液型A型。

## 来歴・人物
廊坊市電子信息工程学校卒業後、ある会社に秘書として勤めていた。しかし2006年、雅虎搜星のオーディションの告知が偶々目に付き応募。同オーディションで優勝し、女優の道を歩み始める。2010年、日中共同制作テレビドラマ『蒼穹の昴』に出演。2011年、ドラマ『新環珠格格（原題）』の晴児役で一躍有名になる。2013年、ドラマ『後宮の涙』にて主演を務める。2014年、第10回中国金鷹テレビ芸術祭にて新たな「金鷹女神」となる。
2018年、ドラマ『明蘭 〜才媛の春〜』で夫婦を演じたウィリアム・フォン（馮紹峰）と、ドラマ撮影後に実際に結婚し話題を集め、第1子を出産したが、2021年4月23日に離婚を発表した。

## 出演

### 映画
- （原題『宮鎖沈香』、2013） - 琉璃 役
- （原題『幻画麗人』、2013）
- （原題『一路驚喜』、2015） - 李娜娜 役
- （原題『女漢子真愛公式』、2015） - 何修舞 役（主演）
- （原題『我們的十年』、2015） - 張静依 役（主演）
- 乗風破浪〜あの頃のあなたを今想う（英語版）（原題『乗風破浪』、2017） - 牛愛花 役
- （原題『密戦』、2017） - 蘭芳 役
- 西遊記 女人国の戦い（原題『西遊記女兒國』、2018） - 女王陛下 役

### テレビドラマ
- （原題『南越王』、2006） - 小皇后 役
- （原題『金婚』、2007） - 李玲玲 役
- （原題『鏢行天下之牡丹閣』、2007） - 小紅 役
- 蒼穹の昴（原題『蒼穹之昴』、2010） - 李玲玲 役
- 紅楼夢 〜愛の宴〜（原題『紅楼夢』、2010） - 邢岫煙 役
- （原題『新還珠格格』、2011）- 晴児 役
- 宮 パレス2 〜恋におちた女官〜（原題『宮鎖珠簾』、2012） - 百合 役
- 後宮の涙（原題『陸貞傳奇』、2013） - 陸貞 役（主演）
- （原題『追魚傳奇』、2013） - 紅綾 役（主演）
- （原題『錯点鴛鴦戯点鴛鴦』、2014） - 楊意柳、蘇幻児 役（主演）
- （原題『妻子的秘密』、2014） - 江百合 役（主演）
- お昼12時のシンデレラ（原題『杉杉来了』、2014） - 薛杉杉 役（主演）
- 花千骨 〜舞い散る運命、永遠の誓い〜（原題『花千骨』、2015） - 花千骨 役（主演）
- （原題『加油吧 実習生』、2015） - 宋暖 役（主演）
- 雲中歌 〜愛を奏でる〜（原題『大漢情縁之雲中歌』、2015） - 百合 役
- 蜀山戦記〜赤き伝説〜（原題『蜀山戦紀之剣侠傳奇』、2016） - 玉無心 役（主演）
- （原題『吉祥天宝』、2016） - 楊若楠 役（主演）
- （原題『老九門』、2016） - 尹新月 役（主演）
- 青雲志 〜天に誓う想い〜（原題『青雲志』、2016） - 碧瑶 役（主演）
- （原題『胭脂』、2016） - 藍胭脂 役（主演）
- 青雲志II 〜天に誓う想い〜（原題『青雲志2』、2016） - 碧瑶 役（主演）
- 楚喬伝 〜いばらに咲く花〜（原題『特工皇妃楚喬傳』、2017） - 楚喬 役（主演）
- 明蘭 〜才媛の春〜[3]（原題『知否知否応是緑肥紅痩』、2018） - 明蘭 役（主演）
- 愛を抱きしめて-ドレスに恋したシンデレラ（原題『你和我的倾城时光』、2018）
- 有翡 -Legend of Love-（原題『有翡』、2020） - 周翡 役（主演）
- 輝け!シンフー〜幸福到万家〜（原題『幸福到万家』、2022）